# På gränsen (TV-serie)
På gränsen var en svensk-norsk komediserie som sändes i åtta halvtimmeslånga avsnitt i Sveriges Television under hösten 2000.
Produktionsbolag var MTV Produktion Jonsered.
Manuset skrevs av Ulf Malmros och Vasa. Göran Parkrud regisserade. Serien var en samproduktion mellan SVT Drama Göteborg och NRK Drama.
Handlingen utspelar sig på den fiktiva platsen Krokhögen där tullarna Runar och Conny delar skrivbord mitt i den svensk-norska gränsen. Tullarnas vardagsgnabb tar en ny vändning när Barbro från Stockholm anländer till gränsstationen.

## Rollista
- Claes Månsson – tullaren Conny
- Ingar Helge Gimle – tullaren Runar
- Gunnel Fred – Barbro från Stockholm
- Sigmund Sæverud – köpmannen Leif
- Mathias Calmeyer – flera olika roller
- Tone Helly-Hansen – flera olika roller
- Ingemar Carlehed – flera olika roller